# Athletissima 2010
Athletissima 2010 – mityng lekkoatletyczny, który odbył się 8 lipca w szwajcarskiej Lozannie. Zawody były kolejną odsłoną cyklu diamentowej ligi IAAF.

## Rezultaty
| WL – najlepszy wynik w sezonie 2010 \| PB - rekord życiowy \| SB - najlepszy wynik w sezonie \| NR – rekord kraju \| w – wynik uzyskany przy zbyt silnym wietrze |

### Mężczyźni
| Konkurencja:                  | 1. miejsce          | Wynik       | 2. miejsce        | Wynik         | 3. miejsce          | Wynik      |
| Bieg na 100 m                 | Usain Bolt          | 9.82 SB =WL | Yohan Blake       | 9.96          | Churandy Martina    | 10.16      |
| Bieg na 200 m                 | Walter Dix          | 19.86       | Churandy Martina  | 20.08 NR PB   | Xavier Carter       | 20.15 SB   |
| Bieg na 400 m                 | Jeremy Wariner      | 44.57 WL    | LaJerald Betters  | 44.70 PB      | Jermaine Gonzales   | 44.72      |
| Bieg na 800 m                 | David Rudisha       | 1:43.25     | Mbulaeni Mulaudzi | 1:43.58 SB    | Alfred Kirwa Yego   | 1:43.97 SB |
| Bieg na 1500 m                | Nicholas Kemboi     | 3:31.52 PB  | Amine Laâlou      | 3:32.75 SB    | Remmy Limo          | 3:32.83 PB |
| Bieg na 110 m przez płotki    | Dayron Robles       | 13.01 SB    | Ryan Wilson       | 13.21         | David Payne         | 13.22 SB   |
| Bieg na 400 m przez płotki    | Bershawn Jackson    | 47.62       | Angelo Taylor     | 47.96 SB      | Félix Sánchez       | 48.17 SB   |
| Bieg na 3000 m z przeszkodami | Brimin Kipruto      | 8:01.62 WL  | Benjamin Kiplagat | 8:03.81 NR PB | Paul Kipsiele Koech | 8:11.65    |
| Skok wzwyż                    | Iwan Uchow          | 2.33 SB     | Jarosław Rybakow  | 2.33 SB       | Kyriakos Ioannou    | 2.30 SB    |
| Skok o tyczce                 | Renaud Lavillenie   | 5.85        | Steve Hooker      | 5.80          | Malte Mohr          | 5.80 SB    |
| Rzut oszczepem                | Andreas Thorkildsen | 87.03       | Tero Pitkämäki    | 84.71         | Guillermo Martínez  | 82.40      |

### Kobiety
| Konkurencja:               | 1. miejsce              | Wynik         | 2. miejsce           | Wynik         | 3. miejsce             | Wynik      |
| Bieg na 100 m              | Carmelita Jeter         | 10.99         | Sherone Simpson      | 11.15         | Chandra Sturrup        | 11.18      |
| Bieg na 400 m              | Debbie Dunn             | 49.81         | Shericka Williams    | 50.04 SB      | Novlene Williams-Mills | 50.04 SB   |
| Bieg na 1500 m             | Gelete Burka            | 3:59.28 SB WL | Btissam Lakhoud      | 3:59.35 NR PB | Nancy Langat           | 4:00.13 PB |
| Bieg na 3000 m             | Vivian Cheruiyot        | 8:34.58 SB WL | Alemitu Bekele Degfa | 8:35.19 PB    | Meseret Defar          | 8:36.09 SB |
| Bieg na 100 m przez płotki | Priscilla Lopes-Schliep | 12.56 SB      | Carolin Nytra        | 12.57 PB      | Delloreen Ennis        | 12.73      |
| Skok w dal                 | Brittney Reese          | 6.94 SB       | Naide Gomes          | 6.80 SB       | Tatiana Kotowa         | 6.70       |
| Trójskok                   | Yargelis Savigne        | 14.99 SB WL   | Olga Rypakowa        | 14.60         | Swietłana Bolszakowa   | 14.43      |
| Rzut dyskiem               | Yarelis Barrios         | 65.92 SB      | Becky Breisch        | 64.53 SB      | Dani Samuels           | 62.05      |

## Rekordy
Podczas mityngu ustanowiono 3 krajowe rekordy w kategorii seniorów:
| Zawodnik          | Reprezentacja       | Konkurencja                   | Rezultat |
| ----------------- | ------------------- | ----------------------------- | -------- |
| Churandy Martina  | Antyle Holenderskie | bieg na 200 m                 | 20,08    |
| Benjamin Kiplagat | Uganda              | bieg na 3000 m z przeszkodami | 8:03,81  |
| Btissam Lakhoud   | Maroko              | bieg na 1500 m                | 3:59,35  |